# Inti

Inti o il sole di maggio, della bandiera dell'Argentina

Inti o il sole di maggio, della bandiera dell'Uruguay

Nella religione inca, Inti era il dio del Sole, nonché uno degli dei più importanti del Tahuantinsuyu. Le sue origini non sono note. La storia più comune racconta che sia il figlio di Viracocha, il dio della civilizzazione.

## Venerazione

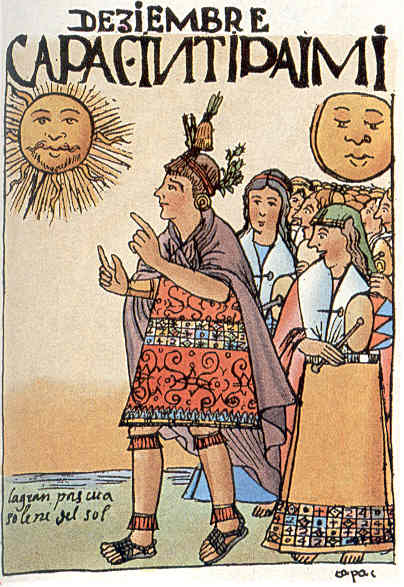
Rappresentazione di un Inti Raimi nel disegno di Felipe Guaman Poma de Ayala

Dato che la religione inca era basata sulla natura, il sole era forse l'elemento più importante della vita perché procurava calore e luce. Inti infatti era anche conosciuto come "il generatore di vita".
Era venerato soprattutto dai Contadini che confidavano nel sole per ottenere un buon raccolto. Benché fosse il secondo dio più venerato dopo Viracocha, egli riceveva il più grande numero di offerte.

## Leggende e miti
Inti e sua moglie, Pachamama, la dea della Terra, erano generalmente considerati come divinità benevole; secondo un'altra versione, invece, la moglie di Inti sarebbe stata Mama Quilla, sua sorella e dea della luna.
Secondo un antico mito Inca, Inti avrebbe insegnato a suo figlio Manco Cápac e a sua moglie Mama Ocllo le arti della civilizzazione ed essi avrebbero tramandato questa conoscenza a tutta l'umanità.
Un'altra leggenda, però, narrava che Manco Cápac era il figlio di Viracocha.
Inti ordinò ai suoi figli di costruire la capitale dell'Impero Inca dove un bastone d'oro d'origine divina, che essi portavano con loro, sarebbe caduto a terra. Gli Inca credevano che questo fosse successo a Cuzco. 
I sovrani inca erano considerati i rappresentanti viventi di Inti.
Inti era anche conosciuto come Apu Punchau, che significa "Signore del giorno". 
Era rappresentato come un disco dorato con le sembianze umane. Uno di questo grandi dischi dorati fu rubato dai conquistadores spagnoli nel 1571 e fu mandato al Papa via Spagna. Da allora è andato perduto.

## Inti Raimi
La festività dell'Inti Raimi, celebrata in onore del dio del sole, attrae adesso centinaia di turisti ogni anno a Cuzco, l'antica capitale del Tahuantinsuyo.
Questa festa in onore di Inti si teneva durante il solstizio d'inverno, che nell'Impero inca era celebrato intorno al 24 giugno. L'Inti Raimi si teneva a Cuzco e vi partecipavano le quattro nazioni del Tahuantinsuyu. In quechua Inti Raimi significa "resurrezione del sole".
I capi militari, i governanti, gli ufficiali e i sudditi che vi partecipavano indossavano i loro migliori abiti e portavano le loro migliori armi e i loro strumenti musicali più belli.
I preparativi per la festa dell'Inti Raimi iniziavano con un digiuno di tre giorni, durante i quali non c'era neppure l'illuminazione del fuoco e le persone non potevano avere rapporti sessuali.
La festa vera e propria avveniva dopo nove giorni, e durante questo periodo le persone consumavano una grande quantità di cibo e di bevande. Venivano celebrati molti sacrifici, come pure erano stati effettuati durante il primo giorno. Dopo il nono giorno ognuno, con il permesso dell'Imperatore, poteva tornare alle proprie case.